# 범한항공
범한항공(汎韓航空)은 세기항공의 자산과 영업을 양수한 항공사였다. 범한항공은 1971년 9월 23일 부정기 항공사업 허가를 받았고, 12월 1일 노선 운항허가 절차를 거치지 않은 채 안동 등지에서 매표를 한 사실이 발각되어 같은 달 9일에 경고 처분을 받았다. 그러다가 결국, 1972년 4월 초에 면허가 취소되었다.